# Rajkovití
Rajkovití (Paradisaeidae) je čeleď pěvců, jejíž zástupci žijí hlavně na Nové Guineji, částečně i ve východní Austrálii. Čeleď zahrnuje 45 druhů v 17 rodech. Rajky jsou známé především díky svému pestrému opeření samců, kteří často mají extrémně prodloužené peří vyrůstající z jejich zobáků, křídel, ocasu nebo hlavy. Rajky se od sebe nicméně velmi liší tvarem a velikostí těla, zbarvením, délkou peří samců a samic, způsobem hnízdění nebo potravními návyky. Dle příbuznosti druhů jsou rajkám nejblíže lemčíci, přičemž nejpravděpodobnějšími předky těchto dvou čeledí jsou krkavcovití. Poměrně nedávný vznik čeledi rajkovitých naznačuje i v přírodě relativně častý výskyt mezidruhových kříženců. Většina druhů není ohrožená.

## Výskyt
Rajky žijí na hlavně na Nové Guineji, částečně ve východní Austrálii. Obývají tropické deštné pralesy, horské lesy a některé žijí na savanách nebo v mangrových džunglích na pobřeží. Některé druhy se vyskytují na poloostrově Cape York, na Aruských ostrovech a na Molukách.

## Potrava
Potravu rajek tvoří plody tropických stromů, pupeny, květy, listy a nektar. Tuto stravu doplňují hmyzem, některé druhy nepohrdnou ani drobnými larvami, plazy a savci. Jiné druhy mají velmi specifické požadavky a jejich potravu tvoří jen několik málo rostlin a plodů.

## Rozmnožování
Také způsob rozmnožování rajek je u různých rodů odlišný. Nejpestřeji zbarvené druhy jsou polygamní. Samec se páří s co nejvíce samicemi, o potomstvo se ale dále nestará. Samice sama staví hnízdo, inkubuje a stará se o mláďata.
Sedm monogamních druhů rajek (obě pohlaví jsou zbarvena nenápadně) staví hnízda a pečuje o mláďata společně.
Hnízda většiny druhů jsou umístěna v korunách stromů, jsou miskovitého tvaru, spletená z větviček. Hnízdo rajky velké je podobné hnízdu havrana. Jsou však i druhy hnízdící v dutinách stromů.
Pohlavní dospělost samic většiny druhů je až ve třech letech, u samců ještě později. Většinou musí pět až sedm let čekat a zdržovat se v okolí tokanišť, než začnou starším, lépe zabarveným samcům konkurovat. Snůška čítá jedno až dvě, vzácně tři vejce. Doba inkubace je 17 až 21 dní a délka odchovu mláďat pak 17 až 30 dnů. U samotářsky žijících rajek se relativně často stává, že samička připravená k hnízdění nenajde včas ve svém okolí samce stejného druhu a spáří se se samcem jiného druhu. Tok samců rajek patří k divům přírody. Samci se shromažďují na tokaništích, kde předvádějí své pěvecké a taneční dovednosti. Některé druhy dokážou vydávat velmi podivné zvuky.

## Historie
Na přelomu 19. a 20. století byly do Evropy přivezeny tisíce kožek z Nové Guiney. Peří rajek se stalo módním hitem a nezbytným doplňkem dámských klobouků. Drastický pokles zapříčinil roku 1924 vypsání zákazu lovu. Kožky rajek se k nám dostávaly bez nohou, proto si lidé dříve mysleli, že rajky nikdy nohy neměly. Říkávalo a říká se jim dodnes rajky, protože podle vzhledu peří prý pocházely z ráje.
První odchov v zajetí se podařil až v roce 1957. V současné době jsou rajky v zoologických zahradách a ptačích parcích chovány jen výjimečně. Větší kolekce jsou v několika málo zařízeních v Indonésii a Malajsii. Některé druhy se zde daří i odchovávat, nejsnáze asi rajky rodu Paradisea, které se svými potravními návyky a chováním přibližují krkavcovitým. S podobnými výsledky se můžeme setkat i u několika málo chovatelů v USA. V Evropě jsou údajně chovány tři nebo čtyři druhy rajek. Úspěšného odchovu zde však dosud nebylo dosaženo. Kromě několika soukromých chovatelů ve Švýcarsku, Francii a Španělsku.
Na našem území v bývalé ČSSR bylo možné spatřit rajku naposledy v sedmdesátých letech minulého století. Jednalo se o samečka rajky malé v pražské Zoo.

## Rody, druhy a poddruhy
- rod Astrapia
  - druh rajka stužková (Astrapia mayeri)
  - druh rajka strakovitá (Astrapia nigra)
  - druh rajka huonská (Astrapia rothschildi)
  - druh rajka překrásná (Astrapia splendidissima)
  - druh rajka princeznina (Astrapia stephaniae)
    - poddruh Astrapia stephaniae feminina
    - poddruh Astrapia stephaniae stephaniae

- rod Cicinnurus
  - druh rajka spiráloocasá (Cicinnurus magnificus)
  - druh rajka královská (Cicinnurus regius)
    - poddruh Cicinnurus regius coccineifrons
    - poddruh Cicinnurus regius regius

  - druh rajka holohlavá (Cicinnurus respublica)

- rod Drepanornis
  - druh rajka černozobá (Drepanornis albertisi)
    - poddruh Drepanornis albertisi albertisi
    - poddruh Drepanornis albertisi cervinicauda
    - poddruh Drepanornis albertisi geisleri

- rod Epimachus
  - druh rajka světlozobá  (Epimachus bruijnii)
  - druh rajka srpozobá (Epimachus fastuosus)
  - druh rajka modrooká (Epimachus meyeri)
    - poddruh Epimachus meyeri albicans
    - poddruh Epimachus meyeri bloodi
    - poddruh Epimachus meyeri meyeri

- rod Lophorina
  - druh rajka nádherná (Lophorina superba)
    - poddruh Lophorina superba feminina
    - poddruh Lophorina superba latipennis
    - poddruh Lophorina superba minor
    - poddruh Lophorina superba niedda
    - poddruh Lophorina superba superba

- rod Lycocorax
  - druh rajka vraní (Lycocorax pyrrhopterus)
    - poddruh Lycocorax pyrrhopterus morotensis
    - poddruh Lycocorax pyrrhopterus obiensis
    - poddruh Lycocorax pyrrhopterus pyrrhopterus

- rod Macgregoria
  - druh rajka žlutolaločnatá (Macgregoria pulchra)
    - poddruh Macgregoria pulchra carolinae
    - poddruh Macgregoria pulchra pulchra

- rod Manucodia
  - druh rajka lesklá (Manucodia atra)
  - druh rajka plachá (Manucodia chalybata)
  - druh rajka kadeřavá (Manucodia comrii)
    - poddruh Manucodia comrii comrii
    - poddruh Manucodia comrii trobriandi

  - druh rajka jobienská (Manucodia jobiensis)
  - druh rajka trubač (Manucodia keraudrenii)
    - poddruh Manucodia keraudrenii adelberti
    - poddruh Manucodia keraudrenii aruensis
    - poddruh Manucodia keraudrenii diamondi
    - poddruh Manucodia keraudrenii gouldii
    - poddruh Manucodia keraudrenii hunsteini
    - poddruh Manucodia keraudrenii jamesii
    - poddruh Manucodia keraudrenii keraudrenii
    - poddruh Manucodia keraudrenii neumanni
    - poddruh Manucodia keraudrenii purpureoviolaceus

- rod Melampitta
  - druh rajkovec větší (Melampitta gigantea)
  - druh rajkovec menší (Melampitta lugubris)
    - poddruh Melampitta lugubris longicauda
    - poddruh Melampitta lugubris lugubris
    - poddruh Melampitta lugubris rostrata

- rod Paradigalla
  - druh rajka krátkoocasá (Paradigalla brevicauda)
  - druh rajka dlouhoocasá (Paradigalla carunculata)
    - poddruh Paradigalla carunculata carunculata
    - poddruh Paradigalla carunculata intermedia

- rod Paradisaea
  - druh rajka velká (Paradisaea apoda)
  - druh rajka ozdobná (Paradisaea decora)
  - druh rajka císařská (Paradisaea guilielmi)
  - druh rajka malá (Paradisaea minor)
    - poddruh Paradisaea minor finschi
    - poddruh Paradisaea minor jobiensis
    - poddruh Paradisaea minor minor

  - druh rajka volavá (Paradisaea raggiana)
    - poddruh Paradisaea raggiana augustaevictoriae
    - poddruh Paradisaea raggiana granti
    - poddruh Paradisaea raggiana intermedia
    - poddruh Paradisaea raggiana raggiana

  - druh rajka červená (Paradisaea rubra)
  - druh rajka modrokřídlá (Paradisaea rudolphi)
    - poddruh Paradisaea rudolphi margaritae
    - poddruh Paradisaea rudolphi rudolphi

- rod Parotia
  - druh rajka královnina (Parotia carolae)
    - poddruh Rajka šestirunná (Parotia carolae berlepschi Kleinschmidt)
    - poddruh Parotia carolae carolae
    - poddruh Parotia carolae chalcothorax
    - poddruh Parotia carolae chrysenia
    - poddruh Parotia carolae clelandiae
    - poddruh Parotia carolae meeki

  - druh rajka papuánská (Parotie lawesii)
    - poddruh Parotia lawesii helenae

  - druh rajka šestiperá (Parotia sefilata)
  - druh rajka adelbertská (Parotia wahnesi)

- rod Pteridophora
  - druh rajka dlouhoperá (Pteridophora alberti)
    - poddruh Pteridophora alberti alberti
    - poddruh Pteridophora alberti buergersi

- rod Ptiloris
  - druh rajka štítnatá (Ptiloris magnificus)
    - poddruh Ptiloris magnificus alberti
    - poddruh Ptiloris magnificus intercedens
    - poddruh Ptiloris magnificus magnificus

  - druh rajka skvostná (Ptiloris paradiseus)
  - druh rajka queenslandská (Ptiloris victoriae)

- rod Seleucidis
  - druh rajka dvanáctiperá (Seleucidis melanoleucus)
    - poddruh Seleucidis melanoleucus auripennis
    - poddruh Seleucidis melanoleucus melanoleucus

- rod Semioptera
  - druh rajka vlajková (Semioptera wallacii)
    - poddruh Semioptera wallacii halmaherae
    - poddruh Semioptera wallacii wallacii[2]